# Geschwister-Scholl-Stiftung
Die Geschwister-Scholl-Stiftung wurde am 5. Dezember 1950 von Inge Scholl im Gedenken an ihre Geschwister Sophie und Hans Scholl gegründet, die 1943 als Mitglieder der Widerstandsgruppe Weiße Rose von den Nationalsozialisten hingerichtet wurden.

## Geschichte
Ab 1949 planten Inge Scholl, Otl Aicher und Hans Werner Richter eine unabhängige, politisch und geisteswissenschaftlich orientierte Schule in Ulm. Am 5. Dezember 1950 wurde die Geschwister-Scholl-Stiftung gegründet. Deren Ziel war die Gründung und Unterhaltung einer privaten Hochschule für Gestaltung in Ulm. Von 1953 bis 1968 hat die Stiftung die Hochschule für Gestaltung Ulm (HfG) getragen.
Nachdem der Betrieb der HfG Ulm zum Jahresende 1968 eingestellt worden war, stellte auch die Stiftung ihre Aktivitäten ein. 1987 benannte sie sich in Stiftung Hochschule für Gestaltung um und ist seither Träger des IFG Ulm (Internationales Forum für Gestaltung).